# いますみれ花咲く
『いますみれ花咲く』（いますみれのはなさく）は宝塚歌劇の舞台作品。月組公演。形式名は「祝祭舞」。1場。
作・演出は植田紳爾。併演作品は『愛のソナタ』。

## 公演期間と公演場所
- 2001年1月1日 - 2月12日　東京宝塚劇場[1]

## スタッフ
- 詞構成[1]・作詞[1]：小林公平
- 作曲[1]・編曲[1]：吉田優子
- 音楽指揮[1]：伊澤一郎
- 振付[1]：花柳寿楽
- 装置[1]：石濱日出雄/関谷敏昭
- 衣装[1]：河底美由紀
- 照明[1]：今井直次
- 音響[1]：加門清邦
- 小道具[1]：石橋清利
- 効果[1]：扇野信夫
- 舞踊補導[1]：美吉左久子
- 演出補[1]：中村一徳
- 演出助手[1]：大野拓史
- 装置助手[1]：広森守
- 舞台進行[1]：西原徳充
- 舞台美術製作[1]：株式会社宝塚舞台
- 演奏コーディネート[1]：株式会社内藤音楽事務所
- 制作[1]：小野真哉

## 主な配役
※氏名の後ろの（）は2001年当時の所属組。
- 天界の王、すみれの若衆 - 春日野八千代（専科）[1]
- 花慈童、すみれの娘 - 松本悠里（専科）[1]
- 皇子、すみれの若衆 - 真琴つばさ[1]
- すみれの娘 - 檀れい[1]
- 皇子、すみれの若衆 - 紫吹淳（専科）[1]
- すみれの若衆 - 汐風幸（専科）[1]
- コーラス男・ソロ - 霧矢大夢[1]
- コーラス女・ソロ - 美々杏里[1]